# Orahovo, Podgorica
Orahovo este un sat din municipiul Podgorica, Muntenegru. Conform datelor de la recensământul din 2003, localitatea are 137 de locuitori (la recensământul din 1991 erau 178 de locuitori).

## Demografie
În satul Orahovo locuiesc 114 persoane adulte, iar vârsta medie a populației este de 45,6 de ani (41,2 la bărbați și 49,9 la femei). În localitate sunt 46 de gospodării, iar numărul mediu de membri în gospodărie este de 2,98.
Această localitate este populată majoritar de sârbi (conform recensământului din 2003).
|  |

| Demografie | Demografie | Demografie |
| An         | Locuitori  | Locuitori  |
| ---------- | ---------- | ---------- |
|            |            |            |
|            |            |            |
|            |            |            |
|            |            |            |
| 1948       | 626        |            |
| 1953       | 628        |            |
| 1961       | 570        |            |
| 1971       | 358        |            |
| 1981       | 293        |            |
| 1991       | 178        | 178        |
| 2003       | 143        | 137        |

| \| Componența etnică conform recensământului din 2003[2] \| Componența etnică conform recensământului din 2003[2] \| Componența etnică conform recensământului din 2003[2] \| Componența etnică conform recensământului din 2003[2] \| Componența etnică conform recensământului din 2003[2] \| \| ----------------------------------------------------- \| ----------------------------------------------------- \| ----------------------------------------------------- \| ----------------------------------------------------- \| ----------------------------------------------------- \| \| \| \| \| \| \| \| Sârbi \| Sârbi \| \| 106 \| 77,37% \| \| Muntenegreni \| Muntenegreni \| \| 28 \| 20,43% \| \| Iugoslavi \| Iugoslavi \| \| 1 \| 0,72% \| \| necunoscută \| necunoscută \| \| 0 \| 0% \| |              |  |     |        |
| Componența etnică conform recensământului din 2003 |              |  |     |        |
| |              |  |     |        |
| Sârbi | Sârbi        |  | 106 | 77,37% |
| Muntenegreni | Muntenegreni |  | 28  | 20,43% |
| Iugoslavi | Iugoslavi    |  | 1   | 0,72%  |
| necunoscută | necunoscută  |  | 0   | 0%     |